# Janusz Paszyński
Janusz Paszyński ps. „Machnicki” (ur. 7 listopada 1924 we Włocławku, zm. 6 marca 2020 w Warszawie) – emerytowany profesor Instytutu Geografii i Przestrzennego Zagospodarowania im. Stanisława Leszczyckiego PAN, strzelec, powstaniec warszawski, żołnierz 2. kompanii III Zgrupowania Armii Krajowej, wchodzącego w skład Zgrupowania „Krybar”, walczącego w powstaniu warszawskim na Powiślu.

## Życiorys
Przed wojną uczeń Gimnazjum im. Jana Długosza we Włocławku.

### II wojna światowa
Od 1940 roku przebywa wraz z rodziną w Warszawie. W tym czasie rozpoczął naukę w szkole fotograficznej oraz na tajnych kompletach organizowanych przez nauczycieli przedwojennego Liceum Ogólnokształcącego im. Bolesława Limanowskiego. W czerwcu 1942 zdał egzamin maturalny, w tym samym roku uzyskał również dyplom czeladniczy w zawodzie fotografa. Latem 1943 rozpoczął studia na Wydziale Geografii na tajnym Uniwersytecie Warszawskim. Równocześnie podjął pracę w niemieckim Wojskowym Instytucie Kartograficznym – wykorzystywał tę pracę by dostarczać mapy topograficzne do Służby Geograficznej Komendy Głównej Armii Krajowej. 11 listopada 1943 został aresztowany przez Niemców, przez kilka miesięcy przebywał w celi na Pawiaku. Z więzienia został zwolniony w lutym 1944.

### Powstanie warszawskie

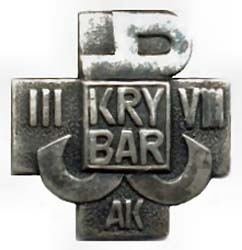
Zgrupowanie AK Krybar

W czasie powstania warszawskiego walczył w Grupie Bojowej „Krybar” - III zgrupowanie „Konrad” - 2. kompania. Walczył na terenie Powiśla i Śródmieścia. Po upadku powstania w niewoli - jeniec Stalagu XI B Fallingbostel oraz Stalagu XI A Altengrabow. Numer jeniecki 141326.

## Po wojnie
Po wojnie kontynuował studia geograficzne na Uniwersytecie Poznańskim. W czerwcu 1948 uzyskał tytuł magistra. Trzy lata później zdobył stopień doktora nauk matematyczno-przyrodniczych. W 1952 roku przeprowadził się do Warszawy i ożenił się. Od 1953 roku związany z Instytutem Geografii Polskiej Akademii Nauk. W 1954 r. otrzymał tytuł docenta, w roku 1964 - tytuł profesora nadzwyczajnego, a w roku 1976 - tytuł profesora zwyczajnego. W 1994 roku przeszedł na emeryturę. Mieszkał na warszawskiej Woli.

## Odznaczenia
Dwukrotnie odznaczony Krzyżem Walecznych.